# Egyenesen az éjszakából 2
Az Egyenesen az éjszakából 2 FankaDeli (Kőházy Ferenc) 13. stúdióalbuma, amely 2009. december 18-án jelent meg. Az album a 2001-ben megjelent Egyenesen... Az Éjszakából album folytatása. Valóban régebbi kiadványaira emlékeztet, ezért is kapta ezt a címet.

## Számlista
| Egyenesen az éjszakából 2 |
| ------------------------- |
| 01. Ha nincs szív         |
| 02. Máshogy is lehet      |
| 03. Titkos telefon        |
| 04. Mély sebek            |
| 05. Azt hiszed            |
| 06. Nekem még dolgom van  |
| 07. Mindig ugyanazt       |
| 08. Ez igazi              |
| 09. Az igazság virága     |
| 10. Soha nem fogod        |
| 11. Aludni szeretnék      |
| 12. Nekem ez a repp       |
| 13. Moslék                |
| 14. Szerettem volna       |